# USS Hornet (CV-12)
La USS Hornet (CV/CVA/CVS-12) è stata una delle 24 portaerei appartenenti alla classe Essex della United States Navy completate durante o immediatamente dopo la seconda guerra mondiale.
La Hornet, chiamata inizialmente USS Kearsarge, è stata così battezzata in onore della precedente USS Hornet (CV-8) della classe Yorktown affondata nell'ottobre 1942 quando questa unità era in costruzione; è l'ottava ed ultima unità della United States Navy a portare questo nome.
La Hornet ha partecipato alla missione spaziale dell'equipaggio dell'Apollo 11, sceso nell'Oceano Pacifico dopo lo storico volo del luglio 1969 sulla Luna. Il punto d'ammaraggio fu a 13 gradi 19 primi N, 169 gradi 9 primi W, cioè 640 km a SSW di Wake Island e 24 km dalla nave. La portaerei è ora un museo ed è conservata nel museo navale di Alameda, in California.
La nave è stata protagonista di una puntata di cacciatori di fantasmi un programma americano dove tre ragazzi vanno a visitare luoghi infestati dai fantasmi infatti si dice che nella portaerei ci siano ancora gli spiriti di personale dell'equipaggio